# USS R-12 (SS-89)
USS R-12 (SS-89) – amerykański okręt podwodny typu R-1 zwodowany 15 sierpnia 1919 roku w stoczni Fore River, przyjęty do służby w marynarce amerykańskiej 23 września 1919 roku. Na koniec 1932 okręt został wyłączony z czynnej służby, po czym ponownie przyjęty 16 października 1940 roku. Pełnił początkowo służbę patrolową na wschodnim Atlantyku operując z baz w New London i Guantanamo, ostatecznie jednak z racji przestarzałości konstrukcji, został skierowany do służby szkoleniowej. 12 czerwca 1943 roku okręt został zalany z niewyjaśnionych do dziś przyczyn i zatonął w pobliżu Key West na Florydzie.